# Borgo Lares
Borgo Lares ist eine italienische Gemeinde (comune) mit 726 Einwohnern (Stand 31. Dezember 2023) in der Provinz Trient (Region Trentino-Südtirol). Sie ist Teil der Talgemeinschaft Comunità delle Giudicarie.

## Geographie
Borgo Lares ist eine Streugemeinde in den Inneren Judikarien auf der orographisch rechten Talseite des Flusses Sarca. Der Gemeindesitz in Zuclo liegt etwa 29 Kilometer südwestlich von Trient.
Die Nachbargemeinden sind Bleggio Superiore, Ledro, Sella Giudicarie, Tione di Trento und Tre Ville.

## Geschichte
Die Gemeinde Borgo Lares entstand 2016 aus dem Zusammenschluss der bis dahin eigenständigen Gemeinden Bolbeno und Zuclo.

## Verkehr
Durch die Fraktion Zuclo führt die Strada Statale 237 del Caffaro, die Brescia mit dem Valle dei Laghi bei Sarche in der Gemeinde Madruzzo verbindet.